# Saint-Ignace-de-Loyola
Saint-Ignace-de-Loyola är en kommun i provinsen Québec i Kanada. Den ligger i regionen Lanaudière, i den sydöstra delen av landet, 210 km öster om huvudstaden Ottawa. Antalet invånare var 2 048 vid folkräkningen 2021, varav 1 585 i tätorten Alençon. Landarean är 64 kvadratkilometer.